# Nunėangan
Nunėangan (in russo Нунэанган) è un'isola della Russia che si trova nel mare di Bering, al largo della costa della penisola dei Čukči. Amministrativamente fa parte del Providenskij rajon, nel Circondario autonomo della Čukotka.
Nunėangan è una piccola isola rocciosa che si trova in acque poco profonde. È situata a sud di Arakamčečen e 5 km a est di Yttygran. Il suo punto più alto, dove si trova un faro, raggiunge i 117 m.
Sull'isola vi sono più di 40 000 esemplari di uccelli marini, tra cui l'uria, il gabbiano tridattilo, il cormorano pelagico (Phalacrocorax pelagicus) e la fratercula dal corno. Nelle acque costiere è presente la balena grigia e quella artica.